# Enkel-voetorthese

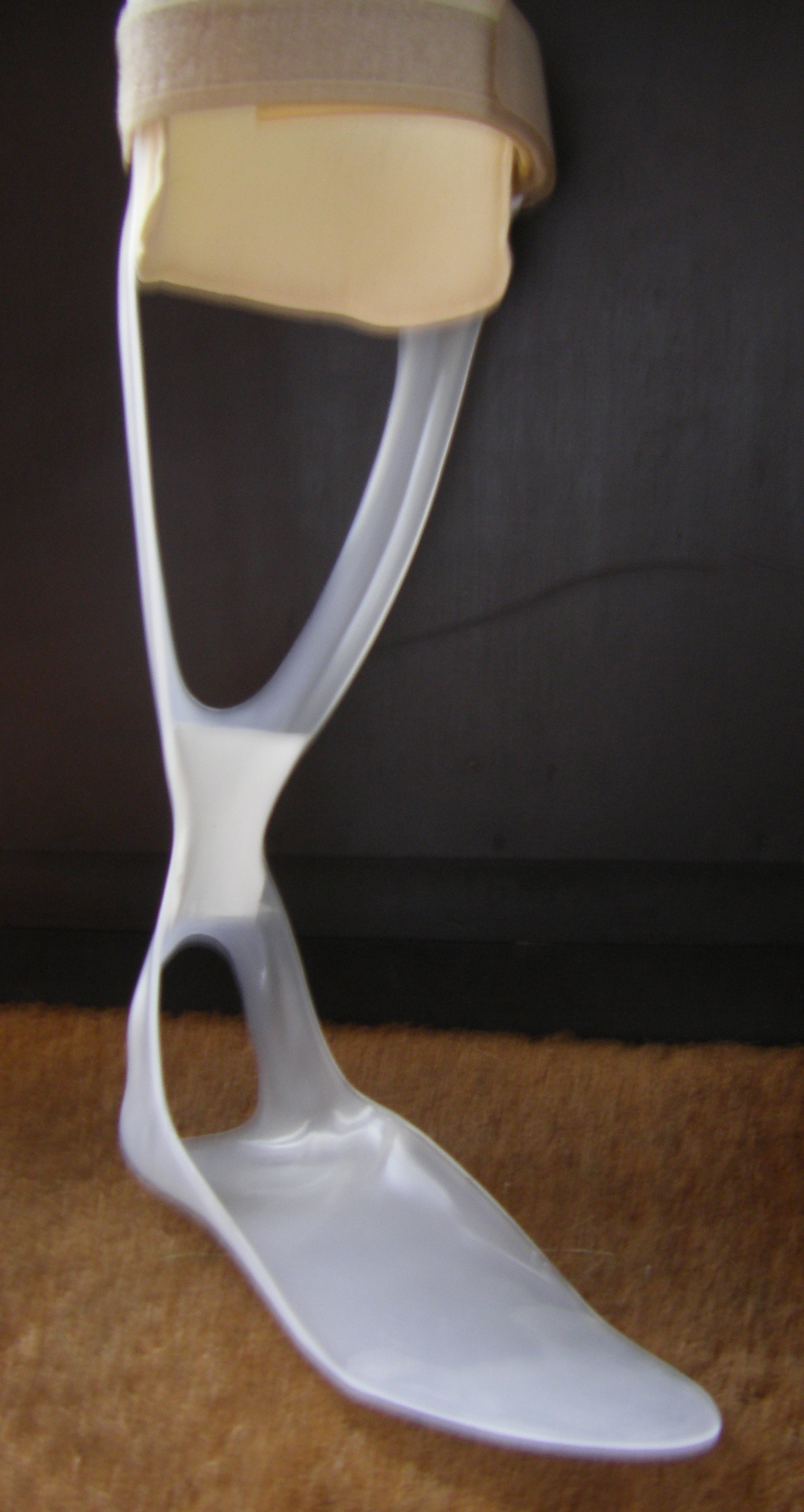
Enkel-voetorthese of peroneusveer

Een enkel-voetorthese (EVO, ook wel peroneusveer of AFO – ankle-foot orthosis) is een hulpmiddel, een orthese, voor mensen bij wie de voetheffers verzwakt zijn.

## Zwakke voetheffers
De enkel-voetorthese wordt gebruikt bij aandoeningen die ertoe leiden dat de spieren die de tenen naar de neus trekken (de voetheffers) verzwakt zijn. Als de zenuw die langs het kopje van het kuitbeen loopt, de nervus peronaeus, in de knel heeft gezeten bijvoorbeeld bij een lange narcose, kan deze verlamd raken met verzwakte voetheffers als gevolg. Een enkel-voetorthese wordt daarom ook wel peroneusveer genoemd.
Ook andere beschadigingen van het zenuwstelsel kunnen de kracht van de voetheffers verminderen, bijvoorbeeld een hernia of een hersenbeschadiging. Wanneer de voetheffers verzwakt zijn ontstaat een klapvoet of dreigt een spitsvoet.
Enkel-voetortheses kunnen ook ingezet worden bij spierziekten of zeer instabiele enkelgewrichten.

## De orthese
De orthese is meestal van kunststof gemaakt en veert gedeeltelijk mee. Hierdoor wordt de patiënt enerzijds geholpen bij het optillen van het voorste gedeelte van de voet, maar kan indien nodig ook de tenen enigszins naar beneden bewegen, bijvoorbeeld om te fietsen.
De enkel-voetorthese wordt in de schoen gedragen.
Aanmeten gebeurt door een orthopedisch technicus, bijvoorbeeld op verzoek van een revalidatiearts.